# Веддинг
Ве́ддинг (нем. der Wedding) — район Берлина в составе округа Митте.

## История
Веддинг впервые упомянут в двух документах XIII века. Это была деревня Веддинге с мельницей на реке Панков. В том же веке деревня опустела, мельница была продана бенедиктинскому монастырю в Шпандау, а земли перешли в городскую собственность Берлина. В XIV веке в Веддинге ещё были пахотные земли горожан, но затем они полностью поросли соснами и дубами и использовалились как пастбища. В XVII веке на месте современной площади Неттельбекплац была разбита усадьба, которая уже в 1603 году была передана бранденбургскому курфюрсту и стала его доменом, выйдя из городской собственности.
Со временем леса Веддинга были выкорчеваны под нужды растущего города и земли вновь оказались в запустении. В XVIII веке началось активное заселение территорий к северу от Берлина. В 1778 году в районе современной площади Веддингплац появились первые дома колонистов. В 1782 году король Фридрих II распорядился основать колонию, которая в силу своей близости к усадьбе получила название Веддинг.
В середине XIX века в Веддинге, ставшем кварталом развлечений, властвовали азартные игры и проституция. В 1861 году Веддинг вместе с соседним Гезундбрунненом был включён в состав города.

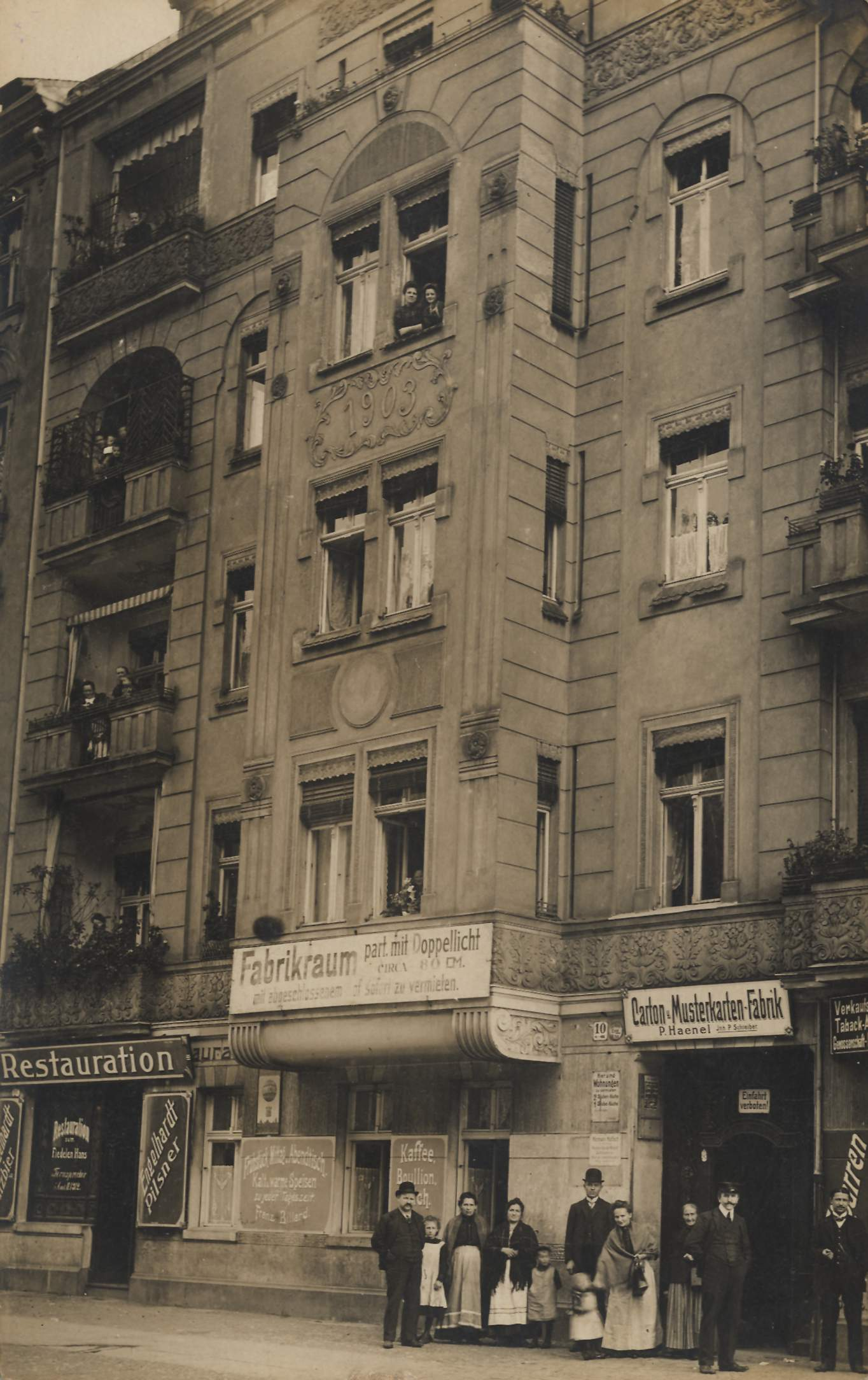
Типичный жилой дом с магазинами в Веддинге. Около 1900

После 1945 года и до объединения Германии в 1990 году округ Веддинг находился во французском секторе оккупации Берлина. Начиная с 1970-х годов в традиционно рабочем районе с доступными ценами на жилье стали селиться турецкие гастарбайтеры и эмигранты. До Административной реформы 2001 года район Веддинг входил в одноимённый округ.

## Кварталы Веддинга
- Африканский квартал
- Антонкиц
- Английский квартал
- Брюссельский квартал, также Бельгийский квартал
- Казармы Юлиуса Лебера, также квартал Наполеона
- Леопольдкиц, также Осрамкиц
- Шпренгелькиц, также квартал Шпарплац

## Застройка

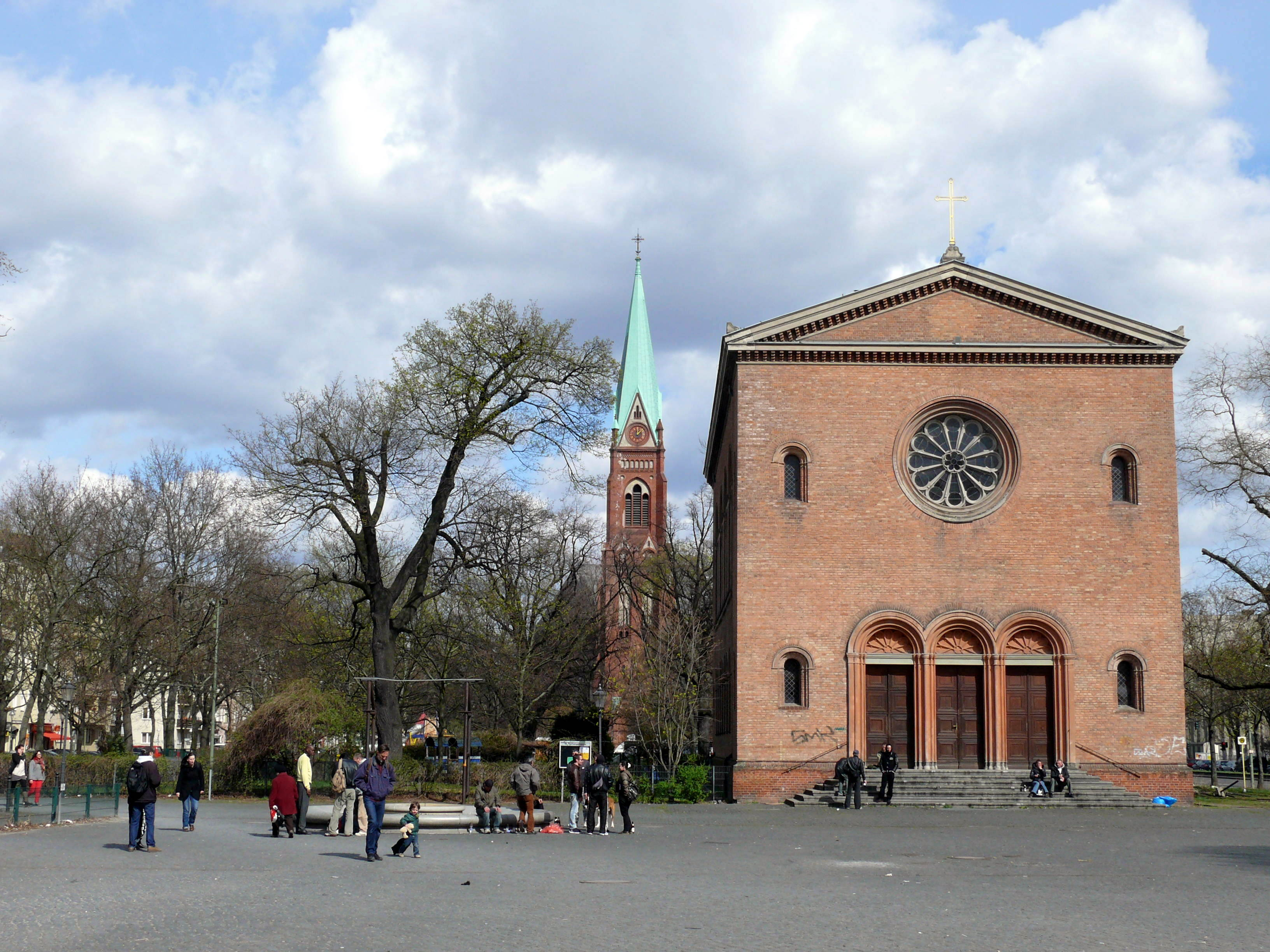
Старая и новая церкви Назарета на площади Леопольдплац

Внешний облик Веддинга главным образом определяют старые постройки с задними дворами эпохи грюндерства и многоэтажные объекты социального жилья, построенные в 1970—1980 годы. Исключение составляет Африканский квартал, расположенный между Народным парком Реберге и парком Шиллера с его поселковой архитектурой и типичными газонами 1920—1930 годов. Особого упоминания также заслуживают посёлок Шиллерпарк, включённый в Список объектов Всемирного наследия ЮНЕСКО, а также посёлок имени Фридриха Эберта. Вблизи станции метро Райниккендорфер-Штрассе и железнодорожной станции Веддинг находится Ледовый стадион имени Эрики Хесс.

## Население
Веддинг занимает третье место среди районов округа Митте по плотности населения. Средний возраст жителя Веддинга составляет 38-40 лет. Доля иностранцев среди населения Веддинга составляет около 30 %. Наиболее крупные этнические группы населения Веддинга в 2011 году составляли немцы, турки, представители Центральной Африки и арабы.